# Chacal (comics)
Pour les articles homonymes, voir Chacal (homonymie).
Miles Warren, alias le Chacal (« Jackal » en VO) est un super-vilain évoluant dans l'univers Marvel de la maison d'édition Marvel Comics. Créé par le scénariste Stan Lee et le dessinateur Steve Ditko, le personnage de fiction apparaît pour la première fois, sous son identité civile, dans le comic book The Amazing Spider-Man #31 en décembre 1965.
Il apparaît quelques années plus tard sous l'identité du Chacal dans The Amazing Spider-Man #129 en février 1974.
Le personnage est un ennemi récurrent du héros Spider-Man, notamment lors de la Saga du Clone.

## Biographie du personnage

### Origines
Le professeur Miles Warren était un brillant docteur en biochimie travaillant à l'Empire State University (en) (ESU) de New York. Enseignant à l'Université, il tomba amoureux, malgré la différence d'âge, de son élève Gwen Stacy, elle-même l'amour secret de Peter Parker, alias Spider-Man.
Malheureusement, Gwen finit par périr lorsque le Bouffon Vert, vieil ennemi de l'homme-araignée, découvrit ce qu'elle était pour ce dernier et la jeta du haut d'un pont. Peter tenta de la sauver, en vain. Très affecté par la mort tragique de son étudiante préférée, Warren accusa Spider-Man d'être responsable et sombra dans la folie.
Lorsqu'un de ses collègues et assistant de recherche affirma avoir réussi à créer un clone parfaitement identique d'une grenouille, Warren récupéra de l'ADN de Gwen Stacy, et le lui fournit en lui demandant de le cloner, sans cependant lui préciser de quelle sorte d'ADN il s'agissait. Lorsque son collègue découvrit que les clones étaient humains, il tenta de détruire les embryons. Paniqué, Warren le tua et poursuivit ses travaux à sa place. Incapable d'assumer les conséquences de ses actes, il se créa un alter-ego, le Chacal, pour endosser ses fautes.

### Parcours
Se faisant à ce rôle, Miles Warren alla jusqu'à se créer un costume propre, lutta contre Spider-Man, et finit par améliorer génétiquement son corps, en s'injectant l'ADN d'un chacal. Il tenta de manipuler le Punisher pour tuer le Tisseur, mais Frank Castle se retourna contre Warren en découvrant ses manigances.
Il travailla ensuite pour le compte du Bouffon Vert (ignorant qu'il était le véritable responsable de la mort de Gwen Stacy) et eut comme projet de cloner Peter Parker, dont il connaissait la double identité. Cela engendra un grand nombre de clones, incluant Kaine et Spidercide. Puis, il fut apparemment tué lors d'un combat avec Spider-Man.
Un de ses clones continua son combat : Carrion. Un autre épousa un clone de Gwen Stacy.

### La saga des clones
Cinq ans plus tard, le Chacal réapparut. Un clone de Parker, ne sachant pas que le Chacal vivait, prit le nom de Ben Reilly et partit loin de la ville de New York. Des années plus tard, il revint en ville, et s'allia à Spider-Man sous le nom de Scarlet Spider. Le Chacal proclama que Parker était le clone. Dans l'affrontement qui suivit, le Chacal fut tué en tombant d'un immeuble.
Peu après, Ben Reilly, remplaçant Parker dans son costume de Spider-Man, fut tué par le Bouffon Vert. Il tomba en poussière, démontrant que c'était lui le clone, et non Peter Parker.

## Pouvoirs et capacités
Portant au début de sa carrière un simple déguisement, Miles Warren a ensuite amélioré génétiquement son corps. Ses ongles avaient muté en griffes et ses dents en crocs.
En complément de ses pouvoirs, Miles Warren était un génie en génétique, biochimie et un pionnier dans le clonage humain.
- Le Chacal possédait une force surhumaine lui permettant de soulever jusqu'à deux tonnes.
- Son agilité et sa vitesse étaient légèrement augmentées.

## Apparitions dans d'autres médias

### Série animée de 1995
Le Chacal est apparu dans la série d'animation Spider-Man, l'homme-araignée de 1995. Dans cette version, il est uniquement présenté sous sa forme humaine et ne fait pas muter.

### Spectacular Spider-Man
Miles Warren apparaît également dans la deuxième saison de la série d'animation The Spectacular Spider-Man.
Dans cette version, il est un scientifique travaillant depuis peu dans la même société que Curt Connors (le Lézard). Il semble ne particulièrement pas aimer ce dernier, ayant émis des sarcasmes au sujet de John Jameson et d'Electro, ce dernier ayant fini à l'asile par la faute involontaire de Connors.
Miles Warren apparaît dans l'épisode « Kraven le Chasseur » où il s'intéresse de près aux expériences menées par Connors. Lorsque Sergeï Kravinov (Kraven), à la poursuite de Spider-Man, entre dans le labo et découvre les araignées génétiquement modifiées, il ment en prétendant au chasseur qu'il est celui qui a donné ses pouvoirs au Tisseur et que ce dernier a payé cher pour les avoir. Déterminé à vaincre Spider-Man, Kravinov lui demande alors de lui donner à lui aussi des pouvoirs, quel qu'en soit le prix. S'inspirant du Sérum du Lézard et utilisant de l'ADN de lion, Warren réussit alors à transformer Kravinov en l'homme-lion qui sera par la suite appelé Kraven.
Au fur et à mesure de la série, Warren continue d'employer les expériences du laboratoire de Connors. Lorsqu'une fiole de sérum anti-mutation est volée par Venom dans Bas les masques, il saisit le prétexte et menace de prendre la direction du laboratoire.
Plus tard, il est révélé qu'il participe aux expériences de Norman Osborn suivant un marché de ce dernier avec le Big Man pour créer des Super-vilains destinés à distraire Spider-Man. À cette fin, il est le concepteur de l'armure hypodermique de Mark Allan, le frère de Liz. Au terme de l'épisode, Connors découvre des manigances faites en utilisant ses découvertes par Warren, et proteste, mais ce dernier révèle qu'il possède des preuves que Connors a été le Lézard, et menace de révéler ce fait à tous si Connors ne se soumet pas.
Cette série n'ayant pas de suite à la saison 2, on ne sait pas si Miles Warren est devenu criminel et s'il a muté en Chacal.

### Cinéma
Il est cité dans le film Kraven The Hunter sorti en 2024. Il est à l'origine de l'expérience qui permet à Aleksei Sytsevich de se transformer en Rhino et de celle qui fait de Dmitri le Caméléon.